# Leonid Fokszański
Leonid Fokszański (Sed Tamen) (ur. 1913 w Łodzi, zm. 1943 w Warszawie) – polski poeta pochodzenia żydowskiego, autor tekstów kabaretowych, aktor estradowy, tłumacz.

## Życiorys
Tłumacz poezji niemieckiej. Przed II wojną światową współpracownik tygodnika satyrycznego „Szpilki” i „Sygnałów”. 
W getcie warszawskim występował w kawiarni Sztuka. Był tam współtwórcą „Żywego dziennika”. Recytował swoje wiersze. Jeden z nich nosił tytuł Mecz: „Ladies and gentlemen, uwaga: Nie żaden witz, nie żadna blaga, ani sportowy humbug, lecz -- mecz, proszę państwa, wielki mecz. Los dzisiaj walczyć ma z człowiekiem [...] Ja postawiłem na człowieka, Ladies and gentlemen, a wy?".
Kilka jego wierszy (Spotkałem kolegę, Buszmenom, Idee do wynajęcia, Ostrzeżenie i replika oraz Ważne dla wąsatych) było publikowanych po wojnie.
Zginął w drodze do Treblinki.

## Twórczość
Przykładowe wiersze satyryczne:
- Śnieg, panie władza, „Szpilki”, 4 (4), 23 stycznia 1938, s. 2 [dostęp 2024-04-22].
- Lafonteniada, „Szpilki”, 5 (3), 15 stycznia 1939, s. 3 [dostęp 2024-04-22].
- Koń i drób, „Szpilki”, 5 (11), 30 kwietnia 1939
- O Mireczce i polityce oraz Golenie raz, „Szpilki”, 5 (19), 25 czerwca 1939
- Historia o Milasku, „Szpilki”, 5 (30), 27 sierpnia 1939, s. 2 [dostęp 2024-04-22].